# Ceropegia media

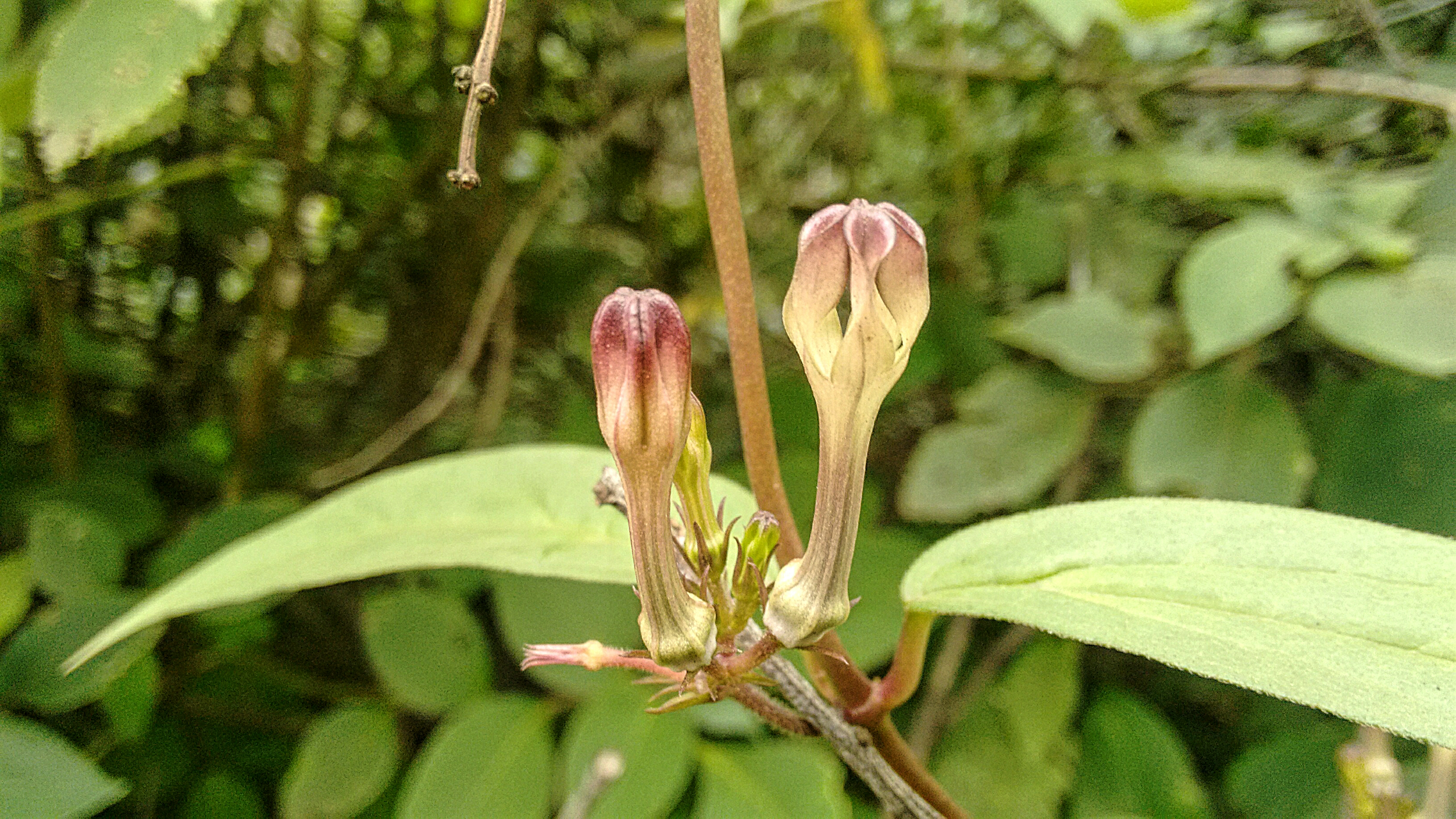
Blütenstand und Blätter

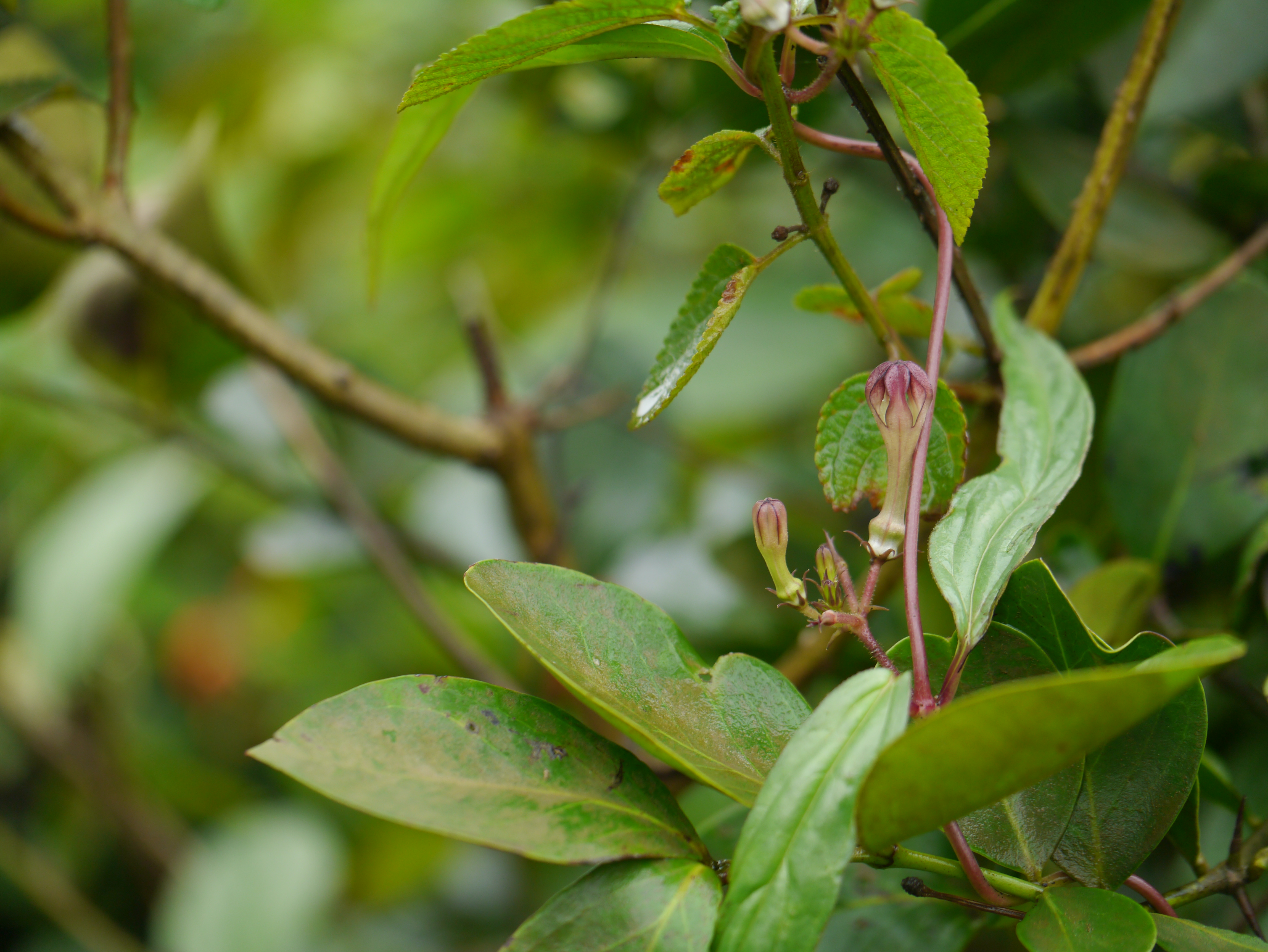
Windend in einem Busch

Ceropegia media ist eine Pflanzenart aus der Unterfamilie der Seidenpflanzengewächse (Asclepiadoideae). Die Art ist ein Endemit der Westghats im Bundesstaat Maharashtra in Indien.

## Merkmale

### Vegetative Merkmale
Ceropegia  ist eine ausdauernde krautige Pflanze mit einer Wurzelknolle von 1 bis 4 Zentimeter Durchmesser. Die zarten, grün oder purpurrötlich gefärbten, unverzweigten Triebe sind kriechend bis windend und kahl. Sie werden maximal etwa 3 Meter lang. Die gegenständigen Blätter sind gestielt, die Blattstiele 5 bis 24 mm lang. Die Blattspreiten sind linealisch-lanzettlich bis eiförmig-lanzettlich, 5 bis 15 cm lang, 1 bis 5 cm breit, ihr Apex zugespitzt bis spitz. Der Blattrand und der Mittelnerv auf der Unterseite sind behaart.

### Blütenstand und Blüten
Der Blütenstand ist eine blattachselständige, wenigblütige Zyme, mit drei bis acht Einzelblüten, die sich nacheinander öffnen. Der Blütenstandsstiel ist 1 bis 2,8 cm lang und behaart. Der Blütenstiel ist ca. 5 mm lang und ebenfalls behaart. Die zwittrigen Blüten sind zygomorph und fünfzählig mit doppelter Blütenhülle. Sie sind in den unteren zwei Drittel der Länge zu einer Röhre verwachsen. Die Kelchzipfel sind etwa 5 Millimeter lang und behaart. Die kahle Blütenkrone ist 2,1 bis 2,5 cm lang und steht aufrecht. Sie ist in der unteren Hälfte cremefarben, gelegentlich mit einzelnen purpurfarbenen Längsstreifen, in der oberen Hälfte zunehmend mehr purpurfarben. Sie besteht im unteren Teil aus einer Blütenröhre, die sich an ihrer Basis abrupt kesselartig erweitert, die Kronröhre ist 1,4 bis 1,8 cm lang und schwach gebogen. Oberhalb der basalen Erweiterung ist sie zylindrisch, nach außen hin trichterförmig erweitert. Die Kronröhre misst nahe dem Kronkessel etwa 3 mm im Durchmesser und erweitert sich zur Blütenöffnung hin trichterartig auf etwa 7 mm im Durchmesser. Die eiförmigen Kronblattzipfel sind 8 mm lang und 2,5 mm breit. Sie sind entlang der Mittelrippe vollständig zurück gefaltet und sind apikal verwachsen. Sie sind innen weisslich-cremefarben und werden zur Spitze hin purpurfarben bis rötlich-braun; und innen wie außen völlig kahl. Die Nebenkrone ist gestielt und an der Basis becherförmig verwachsen. Die Zipfel der interstaminalen (äußeren) Nebenkrone sind völlig in der becherförmige Struktur aufgegangen. Sie sind taschenförmig, median gekerbt, und mit Wimpern besetzt. Die Zipfel der staminalen (inneren) Nebenkrone sind nur basal in der becherförmige Struktur ausgegangen. Sie sind linealisch und fast horizontal einwärts gebogen. Die oberen Hälften stehen senkrecht und verlaufen apikal. Die gelblichen Pollenmassen (Pollinia) bilden ein Pollinarium, sie sind durch hellbraune Translatorarme (Caudicula) mit dem dunkelbraunen Pollenträger (Corpusculum) verbunden. Die für die Seidenpflanzen typische Griffelhaube oder Gynostegium ist 2 bis 3 mm lang. Die Blüte wirkt, wie alle verwandten Arten, als Fallenblume. Sie wird vermutlich ebenfalls von Fliegen bestäubt.
Die Chromosomenzahl ist 2n=22.

### Früchte und Samen
Die Früchte stehen paarig. Die Art blüht von Juli bis September.

## Ähnliche Arten
Ceropegia media ist nahe verwandt mit Ceropegia evansii. Sie hat schmalere, stärker behaarte Blätter, kleinere Blüten und eine becherige Nebenkrone mit fast rechtwinklig abgeknickten staminalen Nebenkronzipfeln. Auch Ceropegia omissa ist ähnlich.

## Geographische Verbreitung und Ökologie
Die Art hat ein kleines Verbreitungsgebiet in den Distrikten Pune, Satara, Ratnagiri, Sangli und Ahmednagar im Bundesstaat Maharashtra, Indien. Sie blüht am Standort in Höhen von 500 bis 1500 m über Meereshöhe von Juli bis September; Früchte können von August bis Oktober beobachtet werden.
Die Art wächst an Berghängen, oft gemeinsam mit Strobilanthes callosa, und an Waldrändern, oft unter Memecylon umbellatum.
Nach Kamble et al. wächst Ceropegia media in Symbiose mit mycorhizalen Pilzen.

## Taxonomie
Das Taxon wurde 1957 von Herbert Huber als Ceropegia evansii var. media in die Literatur eingeführt. Mohammed Yunus Ebrahim Ansari erhob 1971 die Varietät in den Artrang. Sie ist heute allgemein als eigenständige Art akzeptiert. Der Holotyp stammt aus dem indischen Bundesstaat Maharashtra, 70 Meilen nördlich von Pune.
Innerhalb der Gattung wird sie in die Sektion Buprestis H.Huber eingeordnet, die etwa 13 Arten umfasst.